# Sambawan Island
Sambawan Island ist eine Insel der Provinz Biliran auf den Philippinen. Sie liegt etwa 5 km vor der Westküste der Insel Maripipi, im Süden der Samar-See. Die Insel ist unbewohnt und wird von der Großraumgemeinde Maripipi verwaltet.
Sambawan Island ist durch tektonische Kräfte entstanden und hat die Form einer Sichel. Die Insel ragt bei Ebbe an ihrem höchsten Punkt ca. 20 Meter über den Meeresspiegel. Bei Flut wird sie in drei Inseln geteilt, die dann Sambawan Islands genannt werden. Sie ist mit einer niedrigen Busch- und Grasvegetation bewachsen. Die Küstenlinie wird größtenteils von Sandstränden und hochaufragenden Felsformationen geprägt. Die Gewässer um die Insel werden von der Tourismusbehörde der Provinz Biliran als attraktives Tauchgebiet beworben, da sich um die Insel zahlreiche kleinere Korallenriffe und Seegraswiesen gruppieren.
Sambawan Island kann vom Hafen der Gemeinde Maripipi und von der Provinzhauptstadt Naval mit gemieteten Auslegerbooten aus erreicht werden. Die Überfahrt dauert ca. 30 Minuten von Maripipi und zwei Stunden von Naval.